# Sandro Cavelti
Sandro Cavelti (* 16. April 1990) ist ein Schweizer Unihockeyspieler. Er steht beim Nationalliga-A-Vertreter Grasshopper Club Zürich unter Vertrag.

## Karriere

### Verein
Cavelti begann seine Karriere beim Chur Unihockey, bei welchem er bis 2015 blieb.
Am 18. Mai 2015 gab der Grasshopper Club Zürich die Verpflichtung des Offensivakteurs bekannt. Mit den Grasshoppers konnte er 2016 die Meisterschaft und im Februar 2017 den Schweizer Cup gewinnen. Bis zu seinem Wechsel nach Chur absolvierte er 63 Partien im Dress der Stadtzürcher. Dabei gelangen ihm 40 Tore und 9 Assists.
Auf die Saison 2017/18 wechselte Cavelti zurück zu Chur Unihockey.

### Nationalmannschaft
Cavelti debütierte 2006 in der U19-Nationalmannschaft und nahm mit ihr an zwei Weltmeisterschaften teil.
2013 wurde er unter Petteri Nykky erstmals für die Schweizer A-Nationalmannschaft aufgeboten und absolvierte fünf Partien.

## Erfolge
Grasshopper Club Zürich
- Schweizer Meister: 2016
- Schweizer Cup: 2017